# 新興 (宜蘭縣頭城鎮)
新興，是台灣宜蘭縣頭城鎮的一個傳統地域名稱，位於該鎮南半部的東南部。相較於今日行政區，其範圍大致為包括城西里西半部、新建里。

## 歷史
台灣清治末期，新興地區為一街庄，稱為「新興庄」，隸屬於頭圍堡。該庄東與大坑罟庄為鄰，東南與三抱竹庄為鄰，南與下埔庄為鄰，西邊為金面庄、福成庄，北邊為拔雅林庄、頭圍街。
1901年（日治明治三十四年）11月，廢縣廳改設二十廳，該庄隸屬於宜蘭廳，編入第五區。1905年（明治三十八年）7月，第五區改名「頭圍區」。1909年（明治四十二年）10月，合併二十廳為十二廳，該庄仍隸屬於宜蘭廳。1920年（大正九年），廢十二廳改設五州二廳，該庄改制為「新興」大字，隸屬於臺北州宜蘭郡頭圍庄，大字下有「上新興」、「下新興」小字名。
戰後頭圍庄改制為頭圍鄉，隸屬於臺北縣，大字亦改制為村。1946年9月，頭圍鄉更名為頭城鄉。1948年再改制為頭城鎮，村改制為里。1950年10月，北、基、宜分治，頭城鎮改隸屬於宜蘭縣。

## 聚落
本地區發展較早的聚落有上新興、下新興等，在日治期初期的官方地圖上已有記載。

## 交通
台鐵宜蘭線是台灣東北部鐵路幹線，大致以北北東—南南西走向轉東北—西南走向經過新興地區中部偏西北地帶。境內未設站，東北側最近的是頭城車站，屬三等站，停靠部分普悠瑪號、太魯閣號、自強號列車及全部莒光號列車、區間車；西南側最近的是頂埔車站，屬招呼站，只停靠區間車。由此等可前往台鐵沿線各地。
省道台2線（青雲路三段、頭濱路三段）是台灣濱海公路系統之一，其中基隆至蘇澳路段又稱為「北部濱海公路」，大致以東北—西南走向轉西北—東南走向再轉向南蜿蜒經過本地區東部。由該道路向東北可前往頭城市區、貢寮、瑞芳、基隆等地，往南可前往壯圍、五結、蘇澳等地。
省道台2庚線（青雲路二段）是頭城至二城的幹線，其東北側端點位於本地區北部省道台2線路口。由此向西南蜿蜒而行，出境後可前往埔頂、二城並止於省道台9線路口，並可於該處連接國道5號頭城交流道。
鄉道宜3線（吉祥路）是城西至二城的道路，大致以東南—西北走向經過本地區北部邊界地帶。由該道路向東南可前往頭城市中心西南側並止於開蘭路口，向西北經拔雅工業區後轉西南可前往頂福成、大金面、小金面、二城並止於省道台9線路口。

## 學校
- 頭城家商

## 宗教場所
- 頭城開成寺城隍廟